# محمد صادق كرامي
محمد صادق كرامي (بالفارسية: محمدصادق کرمی) هو لاعب كرة قدم إيراني في مركز الوسط، ولد في 21 مارس 1984 في إيران. لعب مع نادي شاهين بوشهر ونادي فجر شهيد سباسي.